# Dionysius
Dionysius, född okänt, död 26 december 268, var påve från den 22 juli 259 till sin död, 26 december 268. Helgon i katolska kyrkan, med festdag 26 december.

## Biografi
Enligt traditionen var Dionysius av grekisk härkomst, men inga uppgifter är kända om hans födelse. Under påve Stefan I:s pontifikat (254–57) framträdde Dionysius som presbyter i romerska kyrkan, och tog som sådan del av striden rörande kättardopet. Detta föranledde biskop Dionysius av Alexandria att skriva ett brev om dopet, där han beskriver denne Dionysius som en utmärkt och lärd man, berättar Eusebios.
Under påve Sixtus II (257–58) skrev samma biskop av Alexandria till Dionysius angående en viss Lucianus; vem denne Lucianus är känner man inte till. Sedan Sixtus II lidit martyrdöden under kejsar Valerianus förföljelser, stod Heliga stolen tom i nästan ett år, medan den våldsamma förföljelsen gjorde det omöjligt att välja en efterträdare. Inte förrän förföljelserna börjat upphöra valdes Dionysius till biskop av Rom, den 22 juli 259.
Några månader senare utfärdade kejsar Gallienus ett toleransedikt, vilket fick ett slut på förföljelserna och gjorde kyrkans existens laglig. Därmed kom kyrkan återigen i besittning av sina egendomar, helgedomar, och gravplatser, och Dionysius kunde börja återställa ordningen. 
Omkring år 260 skrev biskop Dionysius av Alexandria till Ammonius och Eufranor om sabellianismens felslut, och uttryckte sig då otydligt om logos och dess relation till Fadern. Anklagelser riktades därför mot honom inför påve Dionysius, som lät kalla till synod i Rom för att behandla frågan. Påven antog i sitt eget och synodens namn ett viktigt doktrinbrev i vilken sabellianismen än en gång fördömdes, och likaså åskådningen, som bland annat marconiterna hade, att den gudomliga monarkin kunde indelas i tre distinkta hypostaser, eller att Guds son är en skapad varelse. Dessutom skickade påve Dionysius ett brev till biskop Dionysius där han uppmanades att förtydliga sin ståndpunkt i frågan, vilket han gjorde i sin Apologia.
I enlighet med kyrkans tradition utsträcktes påve Dionysius omsorger till länder långt borta. När de kristna i Kappadokien genomled svåra tider under goternas anfall, skrev påven ett beklagande brev till kyrkan i Caesarea och sände dem en stor summa pengar som skulle användas till att friköpa kristna slavar. Den stora synoden i Antiochia, vid vilken Paulus av Samosata avsattes, sände påven ett cirkulär om sina beslut.
Dionysius begravdes i den påvliga kryptan i Calixtus katakomber.